# Franz Anton Mesmer
Franz Anton Mesmer (ur. 23 maja 1734 w Iznang am Bodensee, zm. 5 marca 1815 w Meersburgu) – niemiecki lekarz, twórca koncepcji magnetyzmu zwierzęcego i systemu leczniczego zwanego „mesmeryzmem” (zob. historia badań nad hipnozą).

## Życiorys
Urodził się w ubogiej rodzinie katolickiej w okolicach Jeziora Bodeńskiego. Był trzecim z dziewięciorga dzieci leśnika, zatrudnionego przez arcybiskupa Konstancji, i córki ślusarza. Naukę rozpoczął w szkole klasztornej, a następnie odbył cztery lata studiów w jezuickim Universität Dillingen (Dillingen an der Donau), po czym przez krótki okres był studentem Universität Ingolstadt. Od 1759 roku studiował na Uniwersytecie Wiedeńskim, początkowo prawo, a następnie standardowy kurs medycyny. W 1766 roku otrzymał stopień doktora, a w następnym rozpoczął pracę na wydziale lekarskim, który cieszył się wówczas bardzo dobrą opinią w Europie (wydziałowi patronowała Maria Teresa Habsburg, a kierownicze funkcje pełnili Gerard van Swieten  i Jan Ingenhousz).
W wieku 34 lat osiągnął wysoką pozycję społeczną w Wiedniu, dzięki zawartemu w 1768 roku małżeństwu z zamożną wdową, Marią Anną von Posch. W ich domu odbywały się spotkania wiedeńskiej elity. Wśród znajomych byli Gluck i rodzina Mozartów (prawdopodobnie również Haydn). W ogrodzie Mesmerów wykonano po raz pierwszy operę młodego Mozarta, Bastien i Bastienne, a Mozart włączył temat „mesmeryzmu” do Così fan tutte.

## Działalność

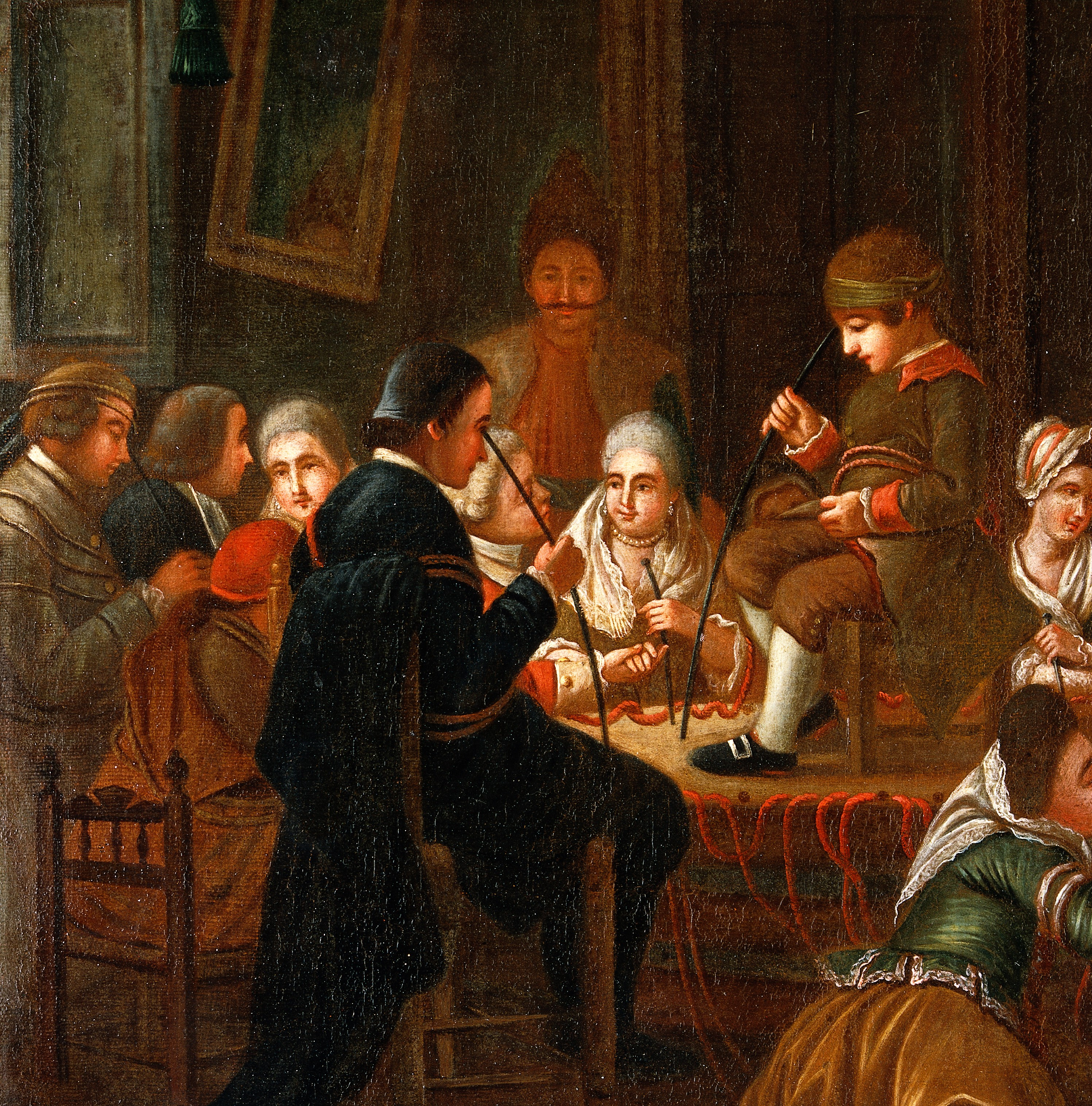
Franz Anton Mesmer ze swoją pacjentką, słynną niewidomą pianistką Marią Theresą von Paradis

Temat pracy doktorskiej, Dissertatio physico-medica deplanetarum influxu był zgodny z ogólną atmosferą ówczesnych dyskusji nt. niewidocznych płynów i sił. Wspominali o nich m.in. Kartezjusz i Newton (zob. np. eter w filozofii przyrody). W tymże czasie Richard Mead opisywał grawitacyjne „pływy” w atmosferze i wodzie, które mogą wpływać na płynną równowagę w ludzkim ciele, a Maksymilian Hell leczył choroby stosując magnesy.
Mesmer uważał, że w każdym organizmie istnieje „fluid uniwersalny” („magnetyzm zwierzęcy”), zaś oddziałując na niego można wpływać na stany chorobowe pacjenta. Przeprowadzał zabiegi mające na celu przeniesienie siły magnetycznej na chorego. W latach w 1768–1778 prowadził wykłady i pokazy, zyskując w Austrii popularność wśród pacjentów. Podróżował też przez Węgry, Szwajcarię i Bawarię; 1775 roku został członkiem Bawarskiej Akademii Nauk w Monachium. Ogłaszał informacje o technikach i wynikach leczenia w sposób niesatysfakcjonujący (nawet bulwersujący) wpływowych lekarzy. Wrogość środowiska wobec mesmeryzmu sprawiła, że w 1777 roku zdecydował się na wyjazd z Wiednia do Paryża, gdzie założył szpitale przy Place Vendôme i w Créteil. Ponownie wzbudził zachwyt wielu pacjentów, jednak dwie komisje lekarskie – w Paryżu i w Berlinie (w ich składzie m.in. Jean Sylvain Bailly, Antoine Lavoisier, Benjamin Franklin) – orzekły, że teoria „magnetyzmu zwierzęcego” jest pozbawiona podstaw naukowych i powinna być  odrzucona.
Orzeczenie doprowadziło do rozproszenia ruchu mesmeryzmu. Pozostawiając skłócone frakcje Mesmer  wyjechał w podróż przez Anglię, Austrię, Niemcy i Włochy (uważa się, że głównym następcą został Nicolas Bergasse), a następnie zamieszkał w Szwajcarii, gdzie spędził większość ostatnich trzydziestu lat życia.

## Książki
W Notable Names Database (NNDB) wymieniono:
- De planetarum Influxu in Corpus Humanum (1766)
- Sendschreiben an einen auswärtigen Arzt über die Magnetkur (1775)
- Mesmerismus oder System der Wechsel-beziehungen: Theorie und Andwendungen des tierischen Magnetismus (1814)